# Невельське (Росія)
Не́вельське (рос. Невельское) — село у складі району імені Лазо Хабаровського краю, Росія. Входить до складу Черняєвського сільського поселення.

## Населення
Населення — 79 осіб (2010; 90 у 2002).
Національний склад (станом на 2002 рік):
- росіяни — 98 %